# Rättslig grund
Med grund (rättslig grund, causa) avses inom juridiken ett sakförhållande som får rättsliga konsekvenser, det vill säga får en rättsföljd.
I en stämningsansökan anges en grund ofta genom att sakförhållanet beskrivs mycket kortfattat varpå en hänvisning görs till den rättsregel som reglerar rättsföljden på vilket anspråket grundas.
Begreppet grund kan ofta jämställas med begreppet rättsfaktum, det vill säga de sakförhållanden som leder fram till rättsregelns följder. 
Grunden för ett anspråk på att få betalt för en fordran kan till exempel vara att ett skuldebrev har förfallit till betalning (en sakomständighet) vilket enligt 1 § 1 kap. skuldebrevslagen (en rättsregel) får den konsekvensen att gäldenären är skyldig att betala (en rättsföljd).
Grunden för ett anspråk på skadestånd kan till exempel vara att den som man riktar anspråket mot har orsakat den händelse som man skadades av. Rättsregeln behöver inte vara lagtext utan kan utgöras av exempelvis sunt förnuft eller en etablerad praxis eller rättsprincip. Med "rättslig grund" avses alltså inte "rättslig bestämmelse" eller liknande, utan begreppet syftar på de sakförhållanden som får en viss rättslig konsekvens.